# Летња палата Петра Великог
Летња палата Петра Великог (рус. Летний дворец Петра I) саграђена је између 1710–1714 у североисточном углу Летње баште. Налази се на острву које формирају река Фонтанка, река Мојка и Канал лабудова. Њен северни деo се простире дуж леве обале реке Неве преко пута колибе Петра Великог и Петропавловске тврђаве. Била је прва палата изграђена у Санкт Петербургу и прва зграда у граду која је имала водовод.
Зграда је тренутно у функцији музеја.

## Конструкција
Летњу палату је 1710. године планирао Петар Велики. Изградио ју је швајцарско-италијански архитекта Доменико Трезини, који је разрадио петровски барокни стил руске архитектуре.
У поређењу са другим европским палатама тог времена, Летња палата је била веома скромна зграда, која је подсећала на стил кућа у Холандији из истог периода. Током изградње, Летња палата је била украшена са 29 барељефа немачког барокног вајара и архитекте Андреаса Шлутера који приказују сцене из античких митова и победоносних руских битака у Великом северном рату.
Два спрата Летње палате имала су сличне тлоцрте, са седам соба на сваком спрату. Ентеријер соба су реализовали руски архитекта Михаил Земцов, немачки барокни вајар и архитекта Андреас Шлутер и италијански архитекта Никола Микети. Већина просторија имала је зидове од црвених, зелених и храстових панела, као и тада иновативни систем централног грејања који је обухватао котлове на чврсто гориво.
Значајније просторије у палати су: просторија за пријем, велика сала, затвор у коме је Петар Велики лично тужио, затварао и ослобађао затворенике те Петрова омиљена просторија, његова радионица.
Изградња Летње палате је завршена 1714. године.

## Становање и друге намене
Када је Летња палата завршена, она је постала резиденција Петра Великог и његове друге жене Катарине I од Русије и многе од њихових 12 деце. Петар је заузимао први спрат а Катарина, заједно са децом, живела је на другом, све до Петрове смрти 1725.

### Резиденција за руску царску породицу
После смрти Петра Великог, у Летњој палатужи су неколико година живели чланови царске породице, послуга и чланови двора.

### 19. век
Током владавине Катарине Велике, унутрашњост Летње палате је мењана да би је користили дворски званичници током летњих месеци. Године 1826. италијански архитекта Карло Роси претворио ју је у Кафану, али је до краја 19. века постала упражњена.

## Музеј
После 1917. године, палата је сачувана као историјски и архитектонски споменик, али није имала статус музеја. Године 1925. палата је предата одељењу за историју и животну средину Државног руског музеја.
Употребљена је само за мали број изложби током раног 20. века, током 1934. Летња палата је претворена у музеј који приказује свакодневни живот Петра Великог, са сачуваним оригиналним храстовим степеништем, као и горњом и доњом кухињом, заједно са Катарининим апартманима на горњем спратум, заједно са Зеленом собом за цртање.
Током Другог светског рата, Летња палата и Летње баште су тешко оштећене у немачком бомбардовању.
Почетком 1960-их летња палата је у потпуности обновљена, укључујући њену унутрашњост, резбарене храстове плоче у доњем предворју са приказом Минерве, јединствене холандске плочице за систем грејања и старе камине.
Реконструкцију је надгледао архитекта А. Е. Гесен.
Садашња летња палата Музеја Петра Великог пружа посетиоцима прилику да виде живот руског царског двора од пре 300 година. Изложба укључује слике, графике, одећу и намештај Петра Великог.
Радно време од јуна до октобра свакодневно са почетком у 10:00 (10:00) и траје до 18:00 (18:00).